# Distrito de Singhbhum occidental
Singhbhum occidental o Pashchimi Singhbhum (en hindi; पश्चिमी सिंहभूम जिला, en inglés; West Singhbhum) es un distrito de la India en el estado de Jharkhand. Código ISO: IN.JK.WS.
Comprende una superficie de 9 906 km².
El centro administrativo es la ciudad de Chaibasa.

## Demografía
Según censo 2011 contaba con una población total de 1 501 619 habitantes, de los cuales 752 305 eran mujeres y 749 314 varones.